# أندريه زيفكوفيتش
أندريه زيفكوفيتش (21 أغسطس 1970 برييكا في كرواتيا - ) هو لاعب كرة قدم كرواتي في مركز الوسط.

## وصلات خارجية
- أندريه زيفكوفيتش على موقع قاعدة بيانات كرة القدم.إي يو (الإنجليزية)